# Hiram R. Burton

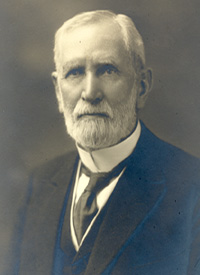
Hiram R. Burton

Hiram Rodney Burton (* 13. November 1841 in Lewes, Delaware; † 17. Juni 1927 ebenda) war ein US-amerikanischer Politiker. Zwischen 1905 und 1909 vertrat er den Bundesstaat Delaware im US-Repräsentantenhaus.

## Werdegang
Hiram Burton besuchte die Grundschule in seiner Heimat und danach die St. Peter Academy, ebenfalls in seinem Geburtsort Lewes. Danach war er zwei Jahre lang Lehrer im Sussex County. Zwischen 1862 und 1865 handelte er in Washington mit Kurzwaren. Nach einem Medizinstudium an der University of Pennsylvania in Philadelphia und seiner im Jahr 1868 erfolgten Zulassung als Arzt begann er in Frankford in seinem neuen Beruf zu praktizieren. Dort verblieb er bis 1872, dann zog er wieder nach Lewes.
Burton war Mitglied der Republikanischen Partei. Zwischen 1877 und 1888 war er stellvertretender Leiter der Zollbehörde im Hafen von Lewes. In den Jahren 1890 bis 1893 war er am US-Marinehospital in Lewes als Arzt angestellt. 1898 kandidierte er erfolglos für den Senat von Delaware. 1896, 1900 und 1908 war er Delegierter zu den jeweiligen Republican National Conventions, auf denen William McKinley bzw. William Howard Taft als Präsidentschaftskandidaten nominiert wurden. 1904 wurde Burton in das US-Repräsentantenhaus gewählt, wo er am 4. März 1905 die Nachfolge des Demokraten Henry A. Houston antrat. Nachdem er bei den Wahlen des Jahres 1906 in seinem Mandat bestätigt wurde, konnte er bis zum 3. März 1909 zwei Legislaturperioden im Kongress absolvieren.
Im Jahr 1908 wurde Burton von seiner Partei nicht mehr nominiert. Danach war er wieder als Arzt tätig. 1912 scheiterte eine erneute Kandidatur für den Kongress. Dabei erhielt er nur 11 % der Wählerstimmen, was auf eine Spaltung innerhalb seiner Partei zurückzuführen war, die auch auf Bundesebene zum Wahlsieg des Demokraten Woodrow Wilson bei den Präsidentschaftswahlen führte. In den folgenden Jahren war er neben seiner Tätigkeit als Arzt auch noch Präsident der Lewes National Bank. Der mit Virginia Rawlins verheiratet Arzt und Politiker verstarb im Juni 1927 in seinem Geburtsort Lewes und wurde in Georgetown beigesetzt.